# 圣奥斯定准则

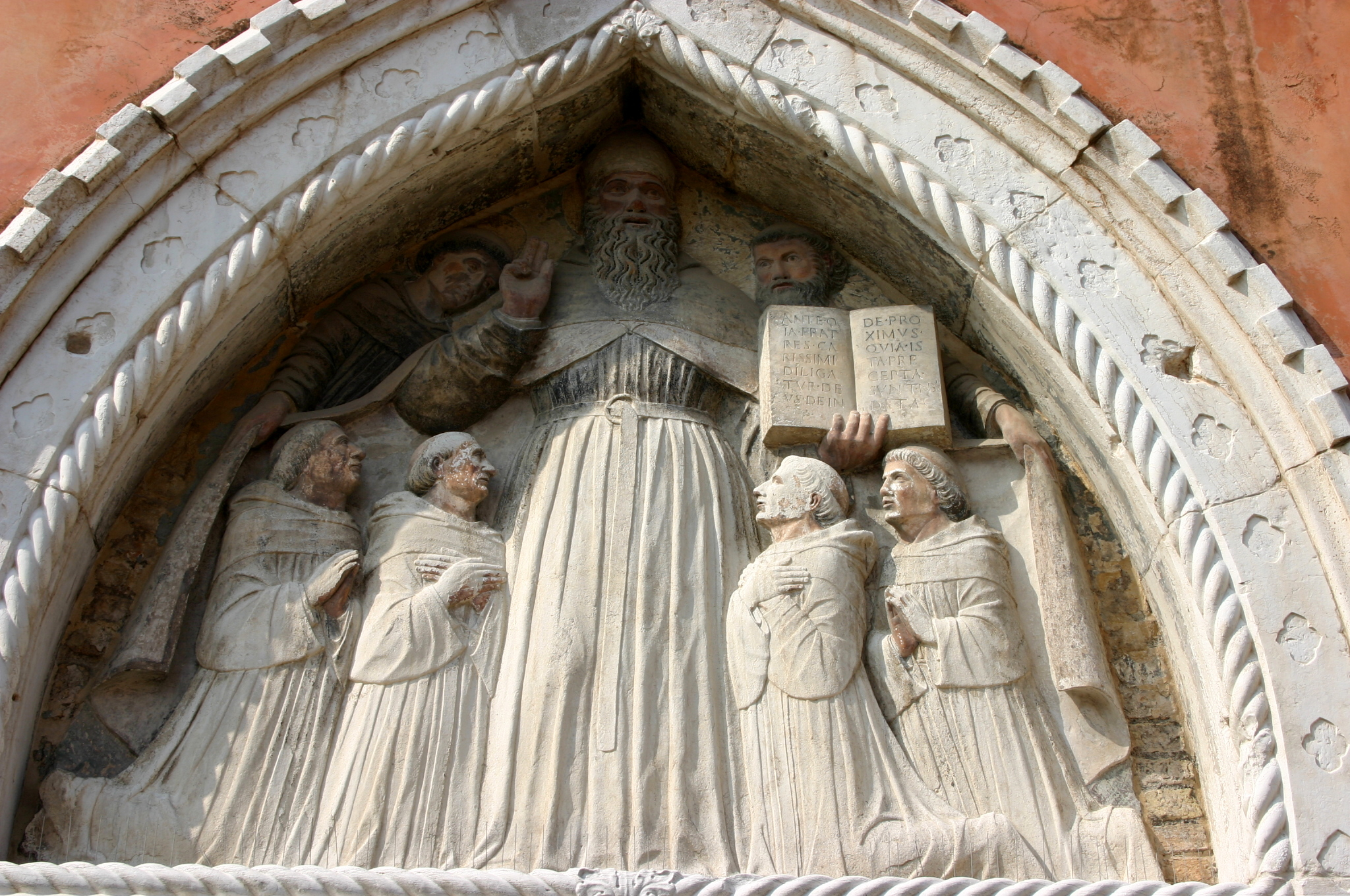
圣奥斯定被圣奥斯定会修士围绕（帕多瓦学派，15世纪），威尼斯圣斯德望堂前奥古斯丁修道院门廊上龛楣里的浮雕。书中的题词是圣奥斯定准则的开篇：ANTE O[MN]IA FRATRES CARISSIMI DILIGATVR DEVS DEINDE PROXIMVS QVIA ISTA PR[A]ECEPTA SVNT N[O]B[IS] DATA——"可愛的弟兄們：在諸事之前，我們應愛天主，並愛近人；因為這是天主頒賜我們的首要誡命。"

《圣奥斯定准则》（拉丁語：Regula Sancti Augustini）是希波的奥古斯丁于公元400年左右所著的修道规范。著作共分八章，内容涵盖修道生活的基本精神与具体安排。
该准则是西方基督教最早的修道生活规范，自12世纪以来被各修会广泛采纳。时至今日，道明會、圣母忠仆会、梅尔塞德会、普雷蒙特利会和圣奥古斯丁修道会等众多修会仍以此为其生活与实践的基础。